# Glossochilus burchellii
Glossochilus burchellii är en akantusväxtart som beskrevs av Christian Gottfried Daniel Nees von Esenbeck. Glossochilus burchellii ingår i släktet Glossochilus och familjen akantusväxter. Inga underarter finns listade i Catalogue of Life.